# Bernhard al II-lea, Duce de Saxa-Meiningen
Bernhard al II-lea Erich Freund, Duce de Saxa-Meiningen (17 decembrie 1800 – 3 decembrie 1882), a fost Duce de Saxa-Meiningen.

## Familie
A fost singurul fiu al lui Georg I, Duce de Saxa-Meiningen și a Luisei Eleonore de Hohenlohe-Langenburg. Bernhard a fost fratele mai mic al reginei Adelaide a regatului Unit și a Idei, Prințesă Bernhard de Saxa-Weimar-Eisenach.
Bernhard a succedat tatălui său când avea trei ani (1803), sub regența mamei sale până în 1821.

## Căsătorie
La Kassel la 23 martie 1825, Bernhard al II-lea s-a căsătorit cu Prințesa Marie Frederica de Hesse-Kassel. Cuplul a avut doi copii:
| Nume                                    | Naștere        | Deces             | Note |
| --------------------------------------- | -------------- | ----------------- | --- |
| Georg al II-lea, Duce de Saxa-Meiningen | 2 aprilie 1826 | 25 iunie 1914     | căsătorit (1) Prințesa Charlotte Frederica a Prusiei; au avut copii; (2) Prințesa Feodora de Hohenlohe-Langenburg; au avut copii (3) Ellen Franz; fără copii |
| Augusta Luise Adelaide Karoline Ida     | 6 august 1843  | 11 noiembrie 1919 | căsătorită cu Prințul Moritz de Saxa-Altenburg |

La 12 noiembrie 1826, după redistribuția tuturor teritoriilor familiei în urma decesului ultimului Duce de Saxa-Gotha-Altenburg, Bernhard a primit Hildburghausen și Saalfeld.
La 20 septembrie 1866, Bernhard a fost obligat să abdice în favoarea fiului său Georg. Și-a petrecut restul vieții ca cetățean privat.